# 로동자체육단
로동자체육단(勞動者體育團, 문화어: 노동자체육단)은 조선민주주의인민공화국 1부 리그의 축구 클럽이다.

## 역대 감독
| 감독   | 임기        |
| ------ | ----------- |
| 김군남 | 1997 ~ 2001 |